# MFO-Park

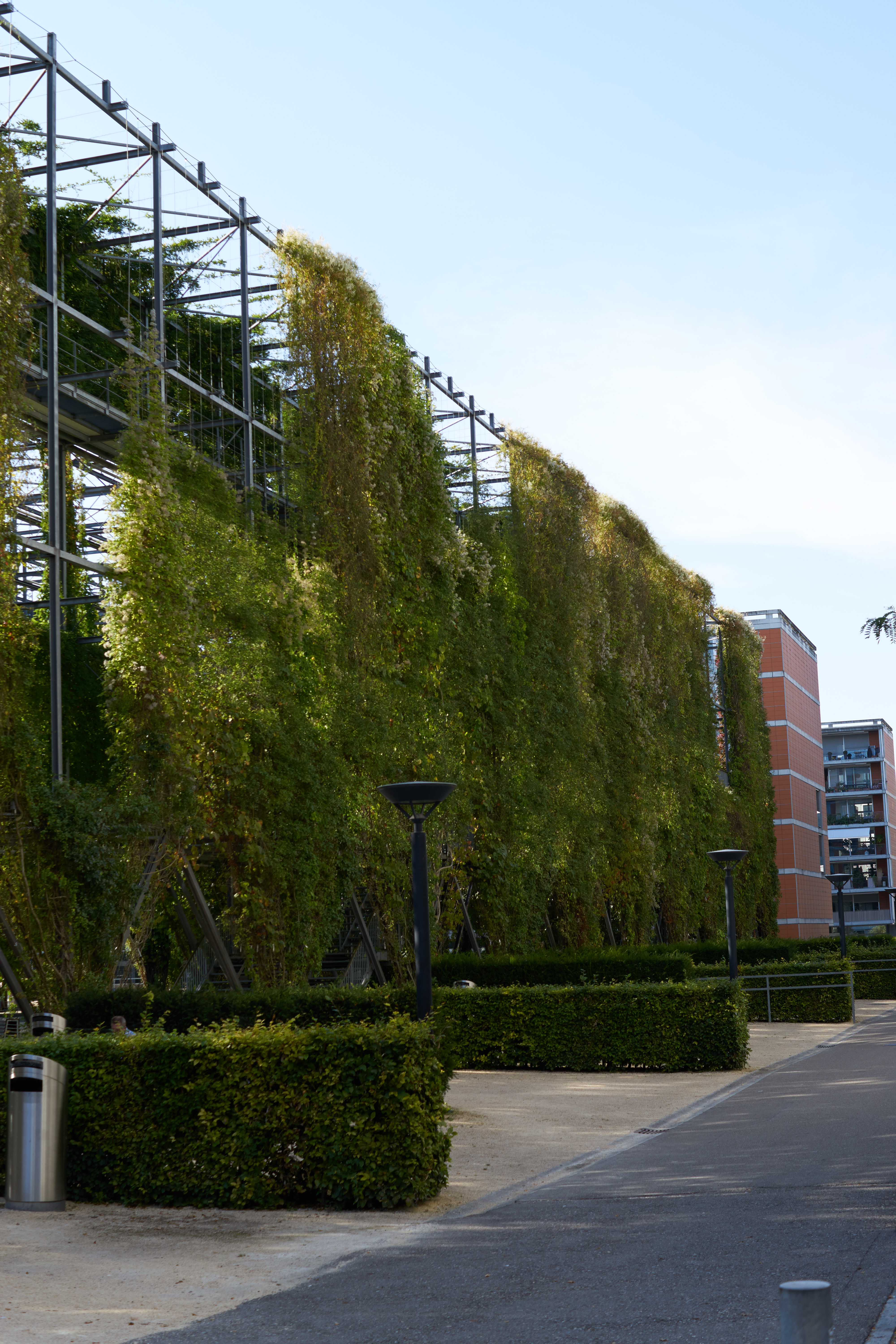
MFO-Park (Aussenansicht)

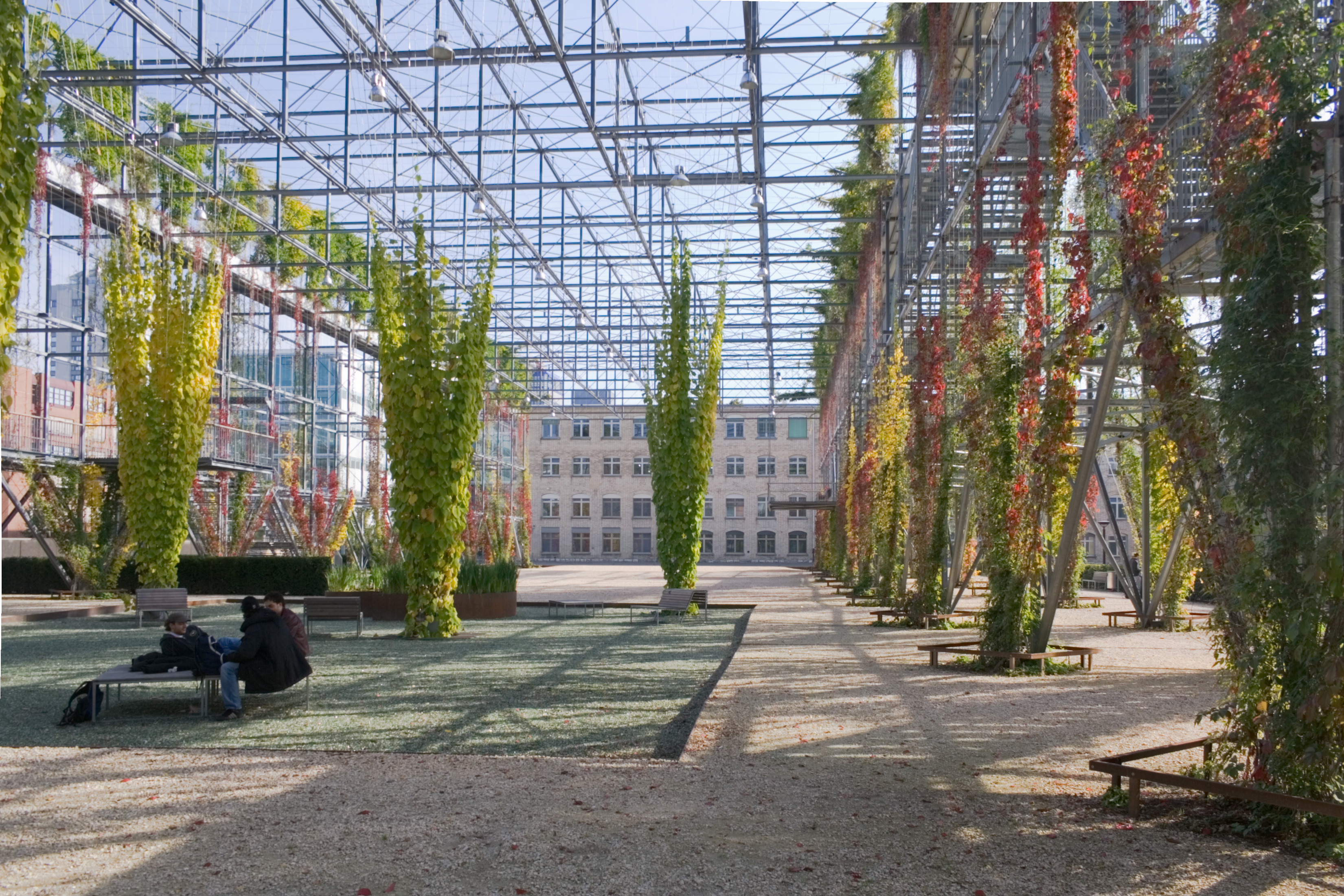
MFO-Park (Innenansicht)

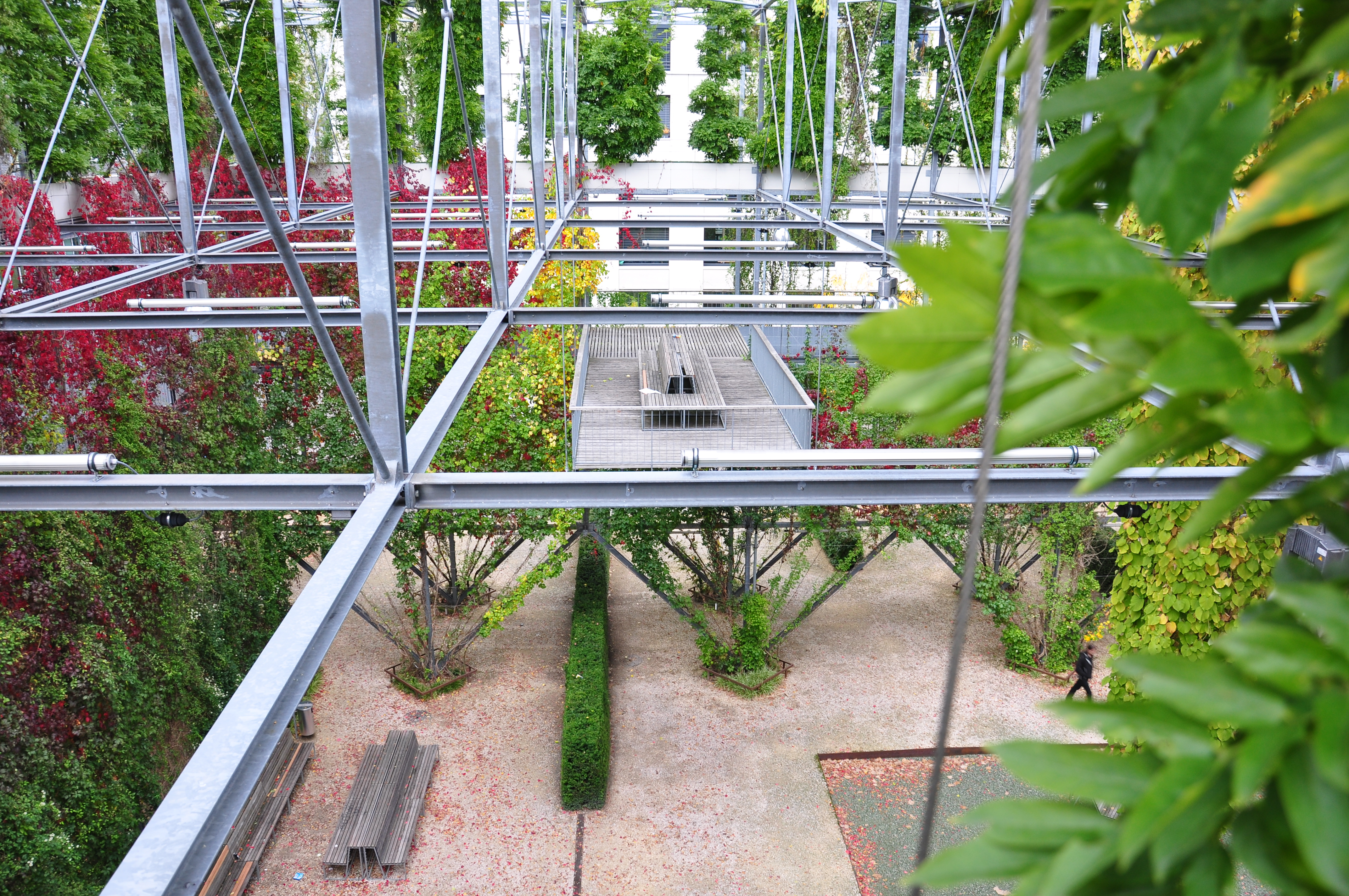

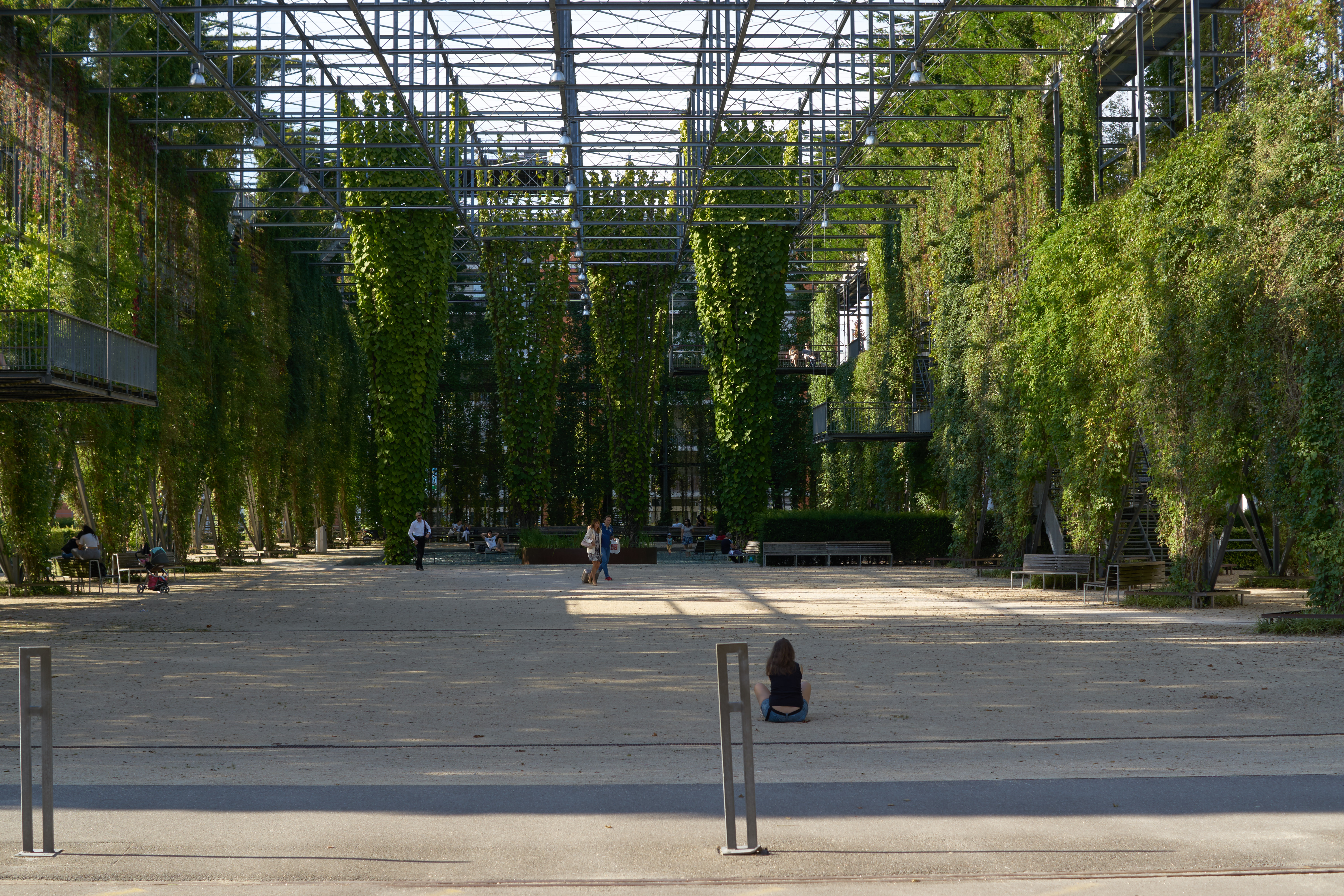
Ansicht von der Maschinenfabrik Oerlikon

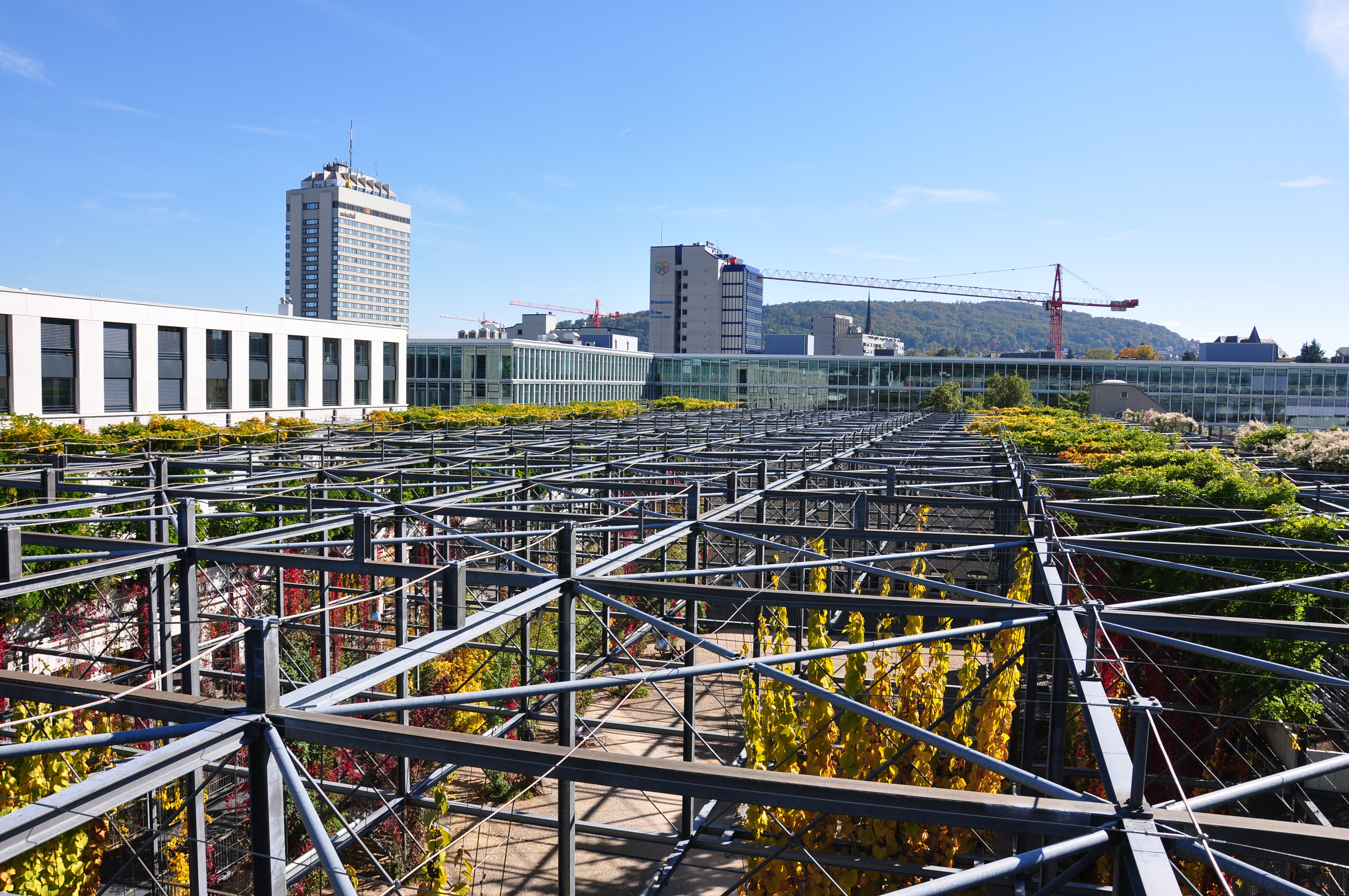
Ansicht von der Aussichtsplattform des Sonnendecks über das Parkareal auf Oerlikon, im Hintergrund der Zürichberg

Der MFO-Park ist ein öffentlicher Park auf dem Gelände der ehemaligen Maschinenfabrik Oerlikon im Stadtteil Neu-Oerlikon in Zürich.

## Der Park
Der von der Planungsgemeinschaft raderschallpartner ag landschaftsarchitekten und Burckhardt + Partner Architekten entworfene Park zeichnet sich durch seine moderne und ungewöhnliche Gestaltung aus. Der Park besteht im Wesentlichen aus einem grossen, bepflanzten Metallgerüst, das in der Nacht kunstvoll beleuchtet wird. Das Stahlgerüst, das durch das Ingenieurbüro Basler & Hofmann AG projektiert wurde, ist 100 m lang, 35 m breit und 17 m hoch und nimmt damit die Dimensionen der ehemaligen Hallen der Maschinenfabrik Oerlikon auf. In das Gerüst sind Rankseile, Pflanzschalen, Treppen, Galerien und Balkone eingehängt. Das Sonnendeck auf dem Dach bietet einen Rundblick über Zürich-Nord. Das Innere der «grünen Halle» wird für Kulturveranstaltungen genutzt.
Der Park durchläuft ausdrucksstarke jahreszeitliche Phasen: Im Winter tritt die Konstruktion des Traggerüsts mit den Rankhilfen zutage, die im Verlauf der Vegetationsperiode unter blühenden und grünen Schichten verschwindet. Im Herbst leuchtet der Park im Rot des Wilden Weins.
Mit der Anlage des Parks auf dem 0,9 ha grossen Grundstück wurde 2001 begonnen; er wurde 2002 eröffnet. Der zweite Teil des Gestaltungskonzepts, ein der offenen Hallenseite vorgelagerter Platz mit berankten Stelen, ist noch nicht ausgeführt. Das hierfür zum Abbruch bestimmte viergeschossige Backsteingebäude wird vorderhand weiter genutzt.

## Auszeichnungen
- Europäischer Gartenpreis in der Kategorie «Zeitgenössische Anlagen» des Europäischen Gartennetzwerks European Garden Heritage Network EGHN 2010
- Auszeichnung für gute Bauten der Stadt Zürich 2006
- Play & Leisure Award 2004
- Deutscher Landschaftsarchitektur-Preis 2003 – Würdigung
- public design-Preis 2003